# 根知站
根知站（日语：／ Nechi eki */?）是位於日本新潟縣糸魚川市，隸屬於西日本旅客鐵道（JR西日本）的鐵路車站，每天提供7班普通列車前往南小谷站、2班往平岩站及9班次往糸魚川站。本站是JR西日本管轄的大糸線區域中唯一保留可供列車交換的中途車站。2022年度的時間表共設定了3班列車會使用交換設施。在2009年至2015年間，本站曾是糸魚川市所有JR車站中在乘車人數上均有增長的車站。不過2016年度起便大下幅回落，2020年度更錄得平均只有1人使用，和其他線內車站命運相近。

## 車站結構
和同時期啟用的頸城大野站一樣，設有木製站舍1座，開業至今仍然使用。站舍內設有舊票務處、舊站務室及候車大堂。由於很早期已經是無人站，現時舊票務處及舊站務室均沒有實際用途，售票窗口亦已被木板圍封。而車站和月台並不是位處同一水平，需利用數級梯級連接。

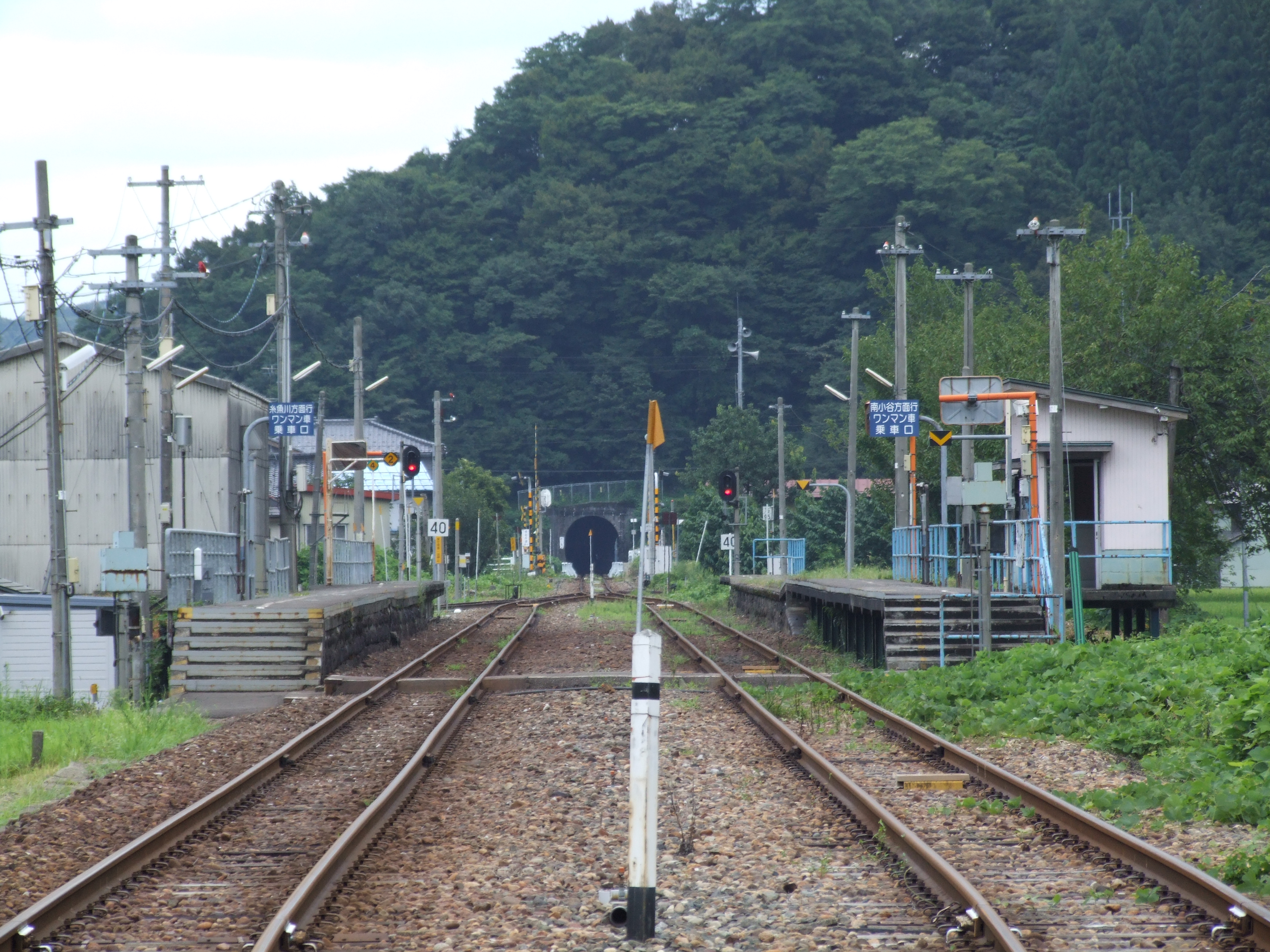
從平交道上拍攝根知站兩邊的月台，攝於2009年。

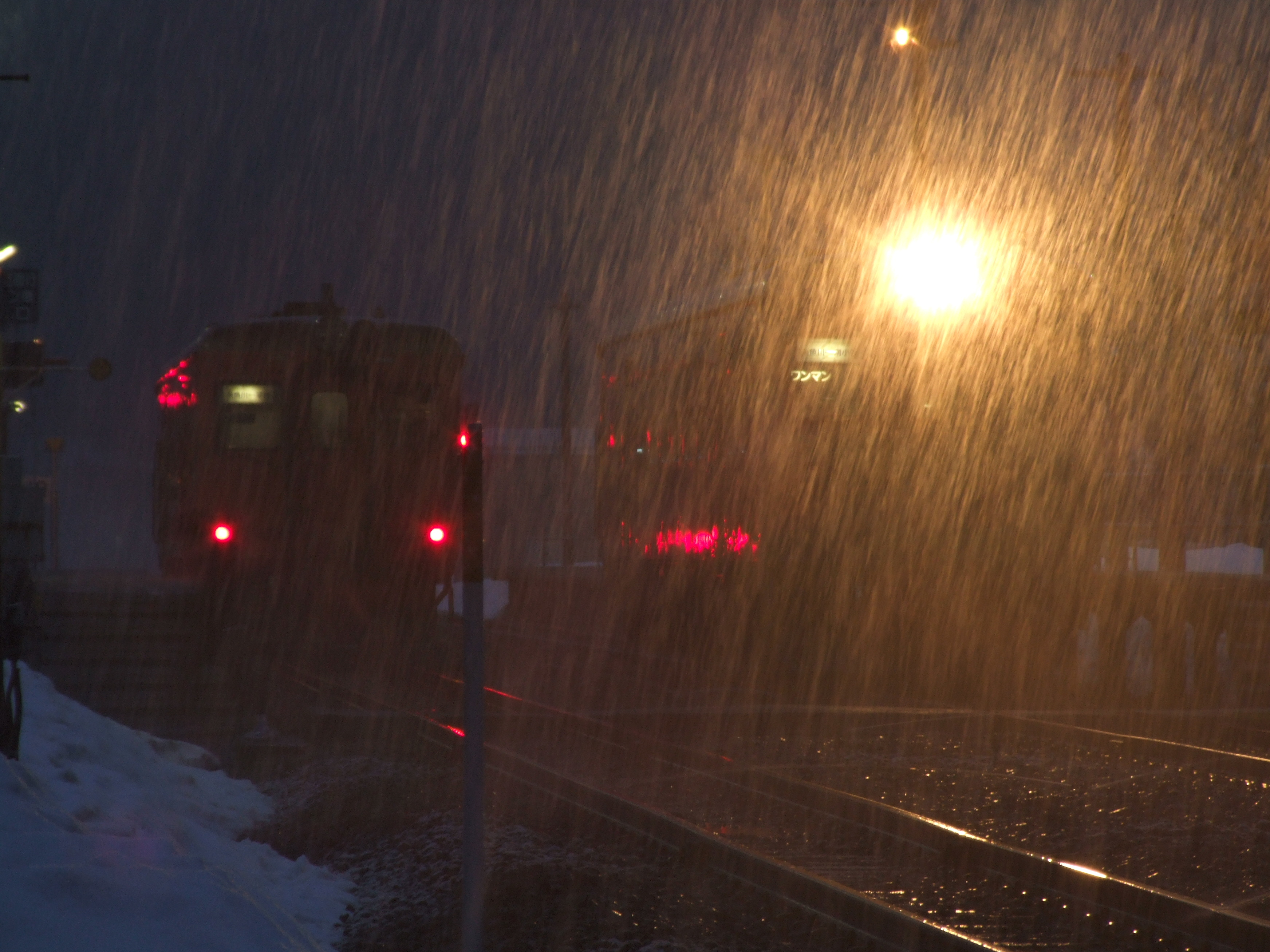
夜雪中兩輛大糸線的列車同時停靠在月台上，攝於2010年。

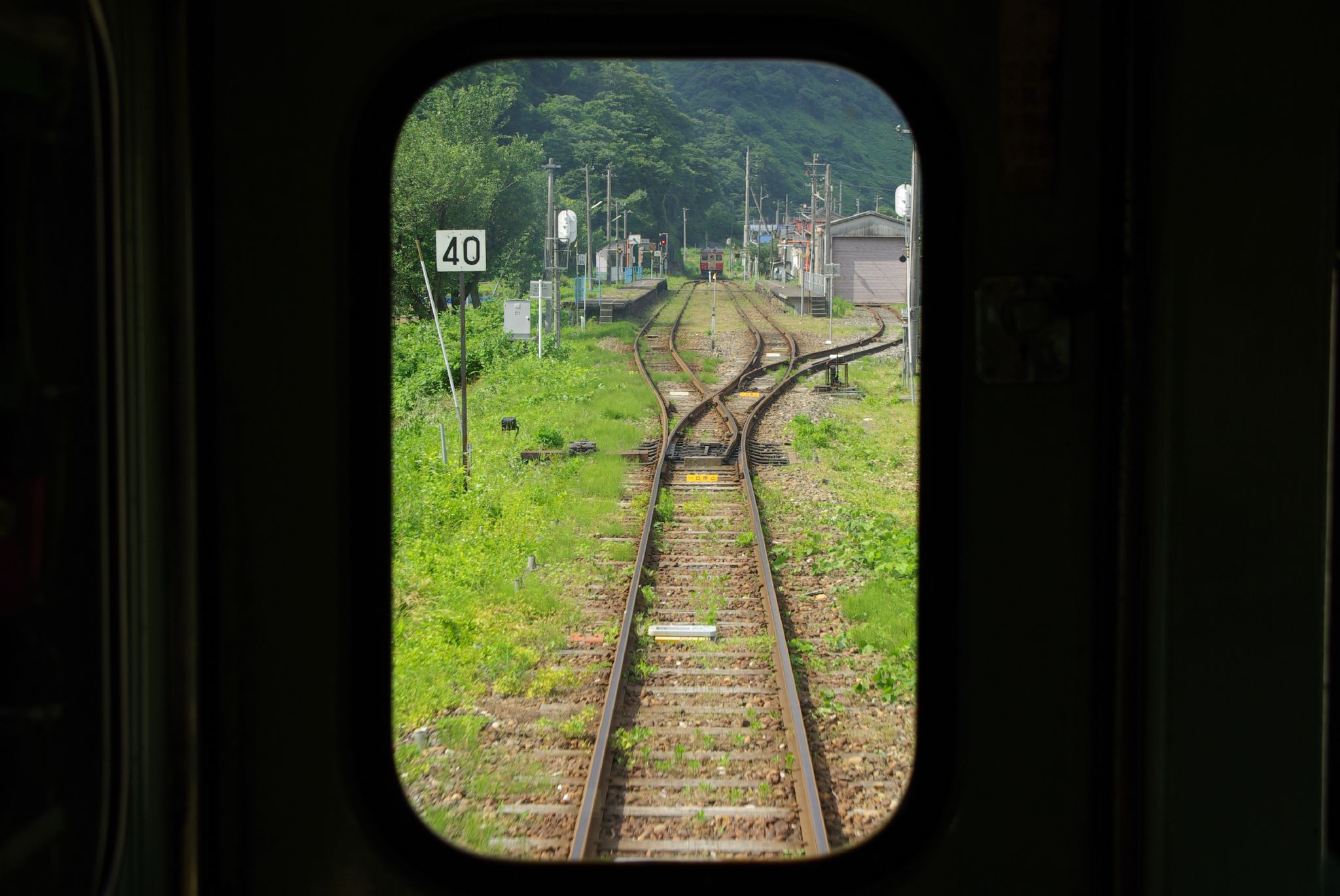
從列車上望向往糸魚川方向的轉轍器及其側線，攝於2008年。

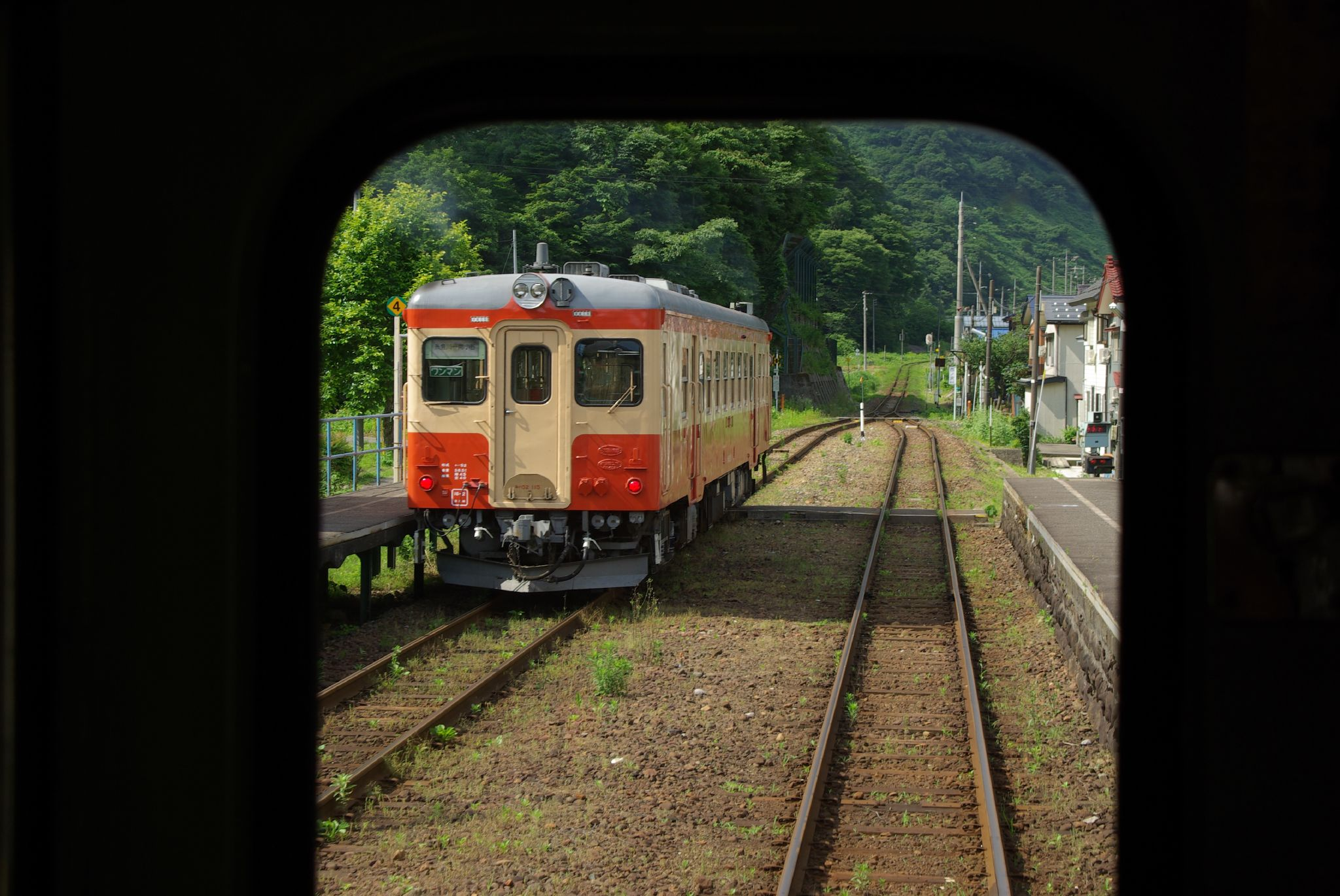
根知站內列車交換情景，攝於2008年。

設有側式月台2個，由本站南下一直至南小谷站的超過25公里路段，列車均無法進行交換（雖然平岩站設有保線用側線，但上下行列車不能在同一時間於月台上停靠）。兩邊路軌均採用Y型轉轍器。而在靠近站舍的月台外側向頸城大野方向，亦跟平岩站一樣，設有保線用側線及車庫1個，長度約為2輛。
各月台的出入口均位於末端向小瀧站方向，只設有梯級上落，並以平交道連接。有效長度方面，靠近站舍的月台為3輛；而離站舍較遠的月台則為4輛。此外，離站舍較遠的月台上則建有附設趟門的候車室，但靠近站舍的月台則沒有任何候車設施。

### 月台配置
| 月台   | 路線    | 方向 | 目的地           |
| ------ | ------- | ---- | ---------------- |
| 站舍側 | ■大糸線 | 下行 | 糸魚川方向       |
| 對側   | ■大糸線 | 上行 | 平岩、南小谷方向 |

## 歷史
- 1934年11月14日：隨國鐵大糸北線糸魚川～本站通車而開業，是最初的終點站。
- 1935年12月24日：隨國鐵大糸北線伸延至小瀧站而變為中途站。
- 1957年8月15日：大糸北線與大糸南線貫通，改稱名大糸線。
- 1972年10月2日：貨運服務取消。
- 1987年4月1日：國鐵分割民營化，成為西日本旅客鐵道（JR西日本）車站。
- 2014年：

- 11月22日：因發生2014年長野縣北部地震，引起土石流，列車暫時停駛。
- 11月24日：列車復駛。

- 2024年6月1日：為方便沿線居民轉乘北陸新幹線及促進大糸線的使用，由糸魚川市、大町市及JR西日本共同安排於2024年6月1日至2025年3月31日為止，試行每天以巴士形式加開4班來往白馬～糸魚川之間的班次[5]，變相重新直通JR西日本及JR東日本的路段[6][7]。

## 使用人數
| 乗車人員推算 | 乗車人員推算 | 乗車人員推算 |
| 年度         | 1日平均人數  |              |
| ------------ | ------------ | ------------ |
| 2004         | 9            |              |
| 2005         | 13           |              |
| 2006         | 10           |              |
| 2007         | 11           |              |
| 2008         | 8            |              |
| 2009         | 6            |              |
| 2010         | 8            |              |
| 2011         | 9            |              |
| 2012         | 13           |              |
| 2013         | 14           |              |
| 2014         | 11           |              |
| 2015         | 11           |              |
| 2016         | 6            |              |
| 2017         | 5            |              |
| 2018         | 4            |              |
| 2019         | 3            |              |
| 2020         | 1            |              |

## 相鄰車站
西日本旅客鐵道
■大糸線
小瀧－根知－頸城大野

## 外部連結
- JR西日本 根知站公式網頁。 （页面存档备份，存于）（日語）